# Pterygoneurum crossidioides
Pterygoneurum crossidioides är en bladmossart som beskrevs av W. Frey, Herrnstadt och Harald Kürschner 1990. Pterygoneurum crossidioides ingår i släktet Pterygoneurum och familjen Pottiaceae. Inga underarter finns listade i Catalogue of Life.